# Maria Micșa
Maria Micșa (conocida como Maria Macoviciuc o por su nombre de casada Maria Mosneagu; Timișoara, 31 de marzo de 1953) es una deportista rumana que compitió en remo.
Participó en dos Juegos Olímpicos de Verano en los años 1976 y 1980, obteniendo una medalla de bronce en Montreal 1976 en la prueba de cuatro scull con timonel. Ganó cuatro medallas en el Campeonato Mundial de Remo entre los años 1977 y 1985, y dos medallas en el Campeonato Europeo de Remo, en los años 1972 y 1973.

## Palmarés internacional
| Juegos Olímpicos   | Juegos Olímpicos         | Juegos Olímpicos  | Juegos Olímpicos         |
| Año                | Lugar                    | Medalla           | Prueba                   |
| ------------------ | ------------------------ | ----------------- | ------------------------ |
| 1976               | Montreal (Canadá)        | Medalla de bronce | Cuatro scull con timonel |
| Campeonato Mundial |                          |                   |                          |
| Año                | Lugar                    | Medalla           | Prueba                   |
| 1977               | Ámsterdam (Países Bajos) | Medalla de plata  | Cuatro scull con timonel |
| 1979               | Bled (Yugoslavia)        | Medalla de bronce | Cuatro scull con timonel |
| 1982               | Lucerna (Suiza)          | Medalla de bronce | Cuatro scull con timonel |
| 1985               | Malinas (Bélgica)        | Medalla de plata  | Scull individual ligero  |
| Campeonato Europeo |                          |                   |                          |
| Año                | Lugar                    | Medalla           | Prueba                   |
| 1972               | Brandeburgo (RDA)        | Medalla de oro    | Cuatro scull con timonel |
| 1973               | Moscú (URSS)             | Medalla de plata  | Cuatro scull con timonel |